# Великий голод
48°41′27″ пн. ш. 9°08′26″ сх. д. / 48.690959° пн. ш. 9.14062° сх. д.

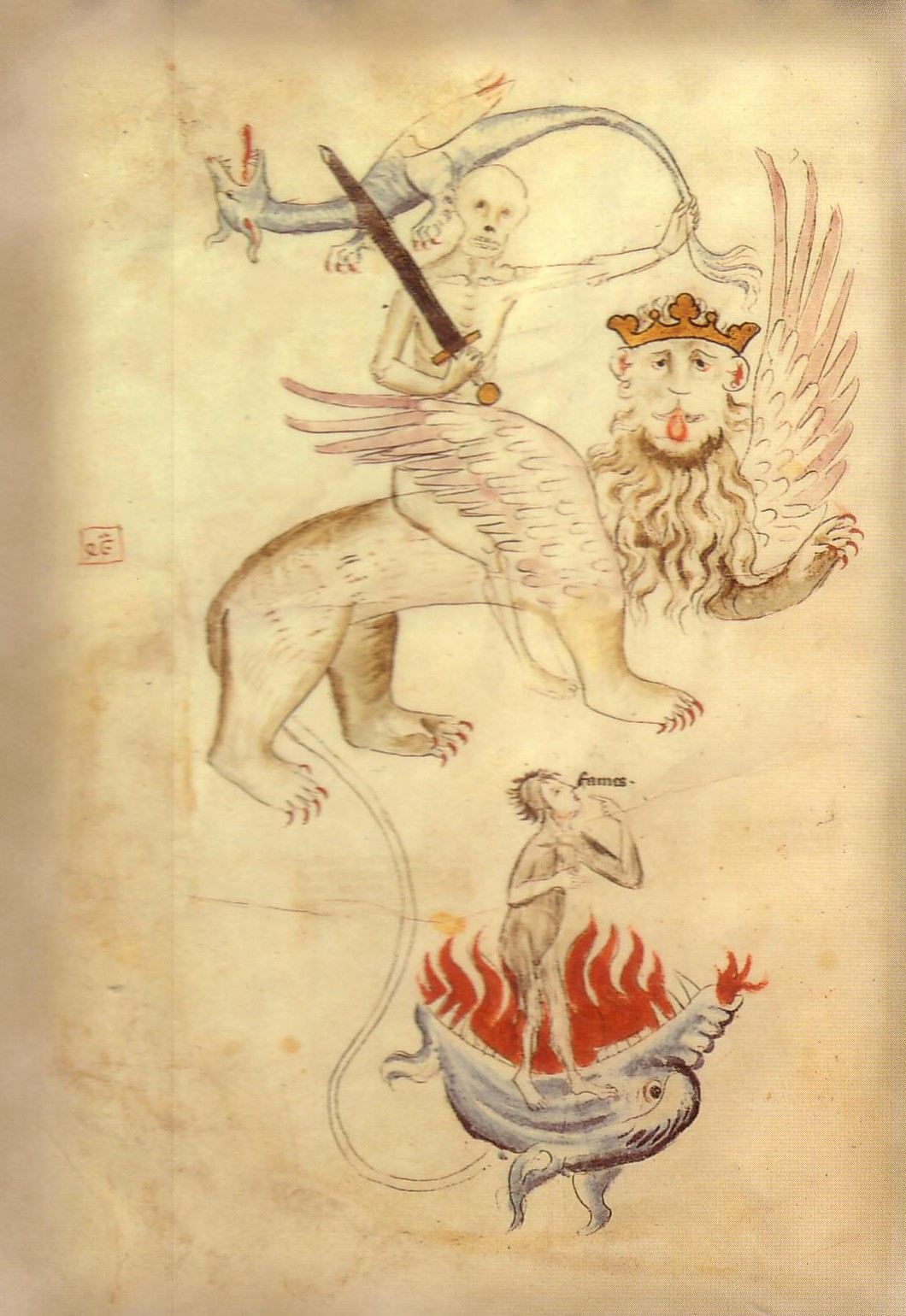
Алегоричне зображення голоду в книзі Апокаліпсису рукописної Біблії для бідних (Biblia Pauperum), що вийшла в Ерфурті в роки Великого голоду (1315-1317)

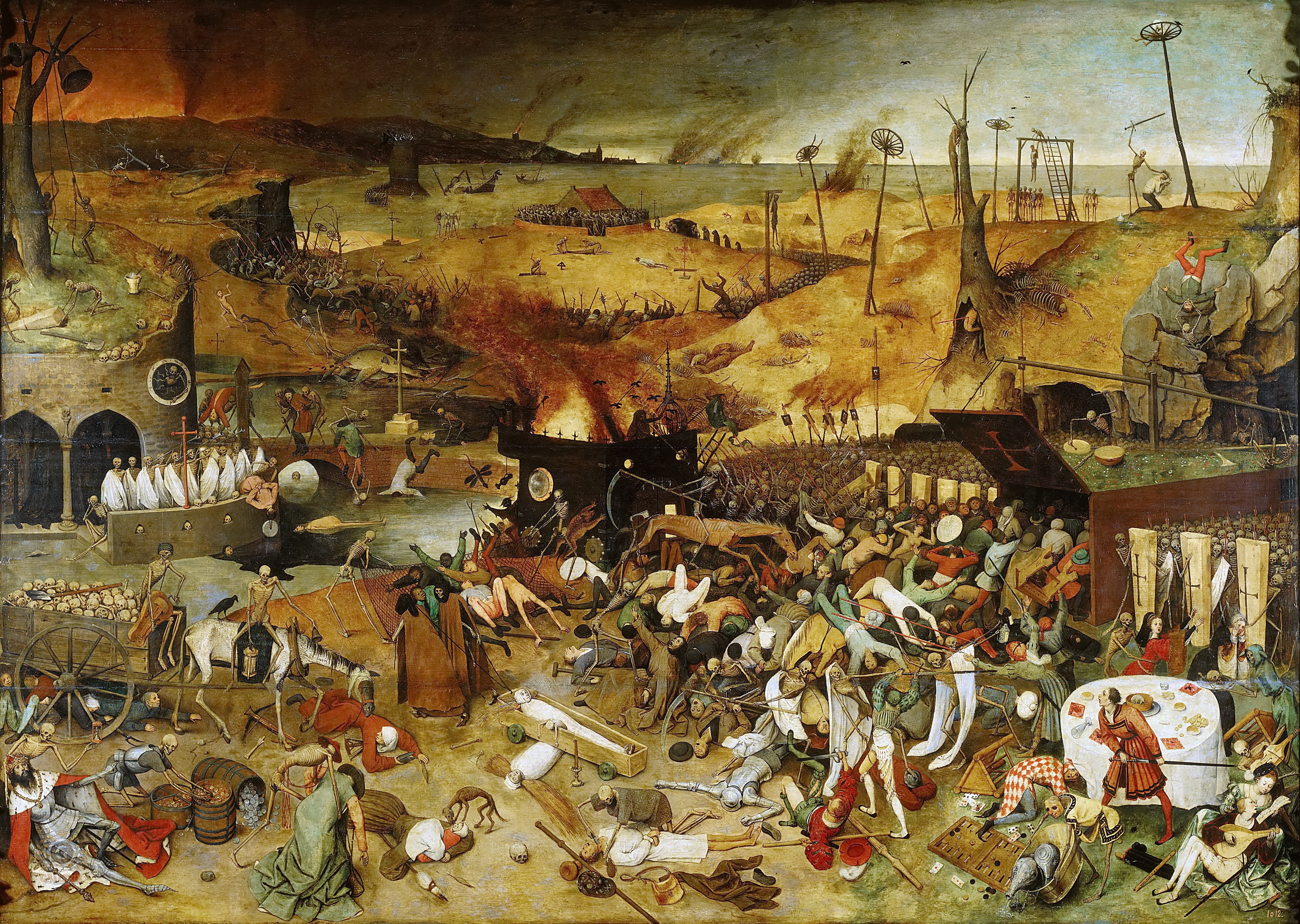
«Тріумф смерті». З картини художника Пітера Брейгеля (Старшого), бл. 1562. Прадо, Мадрид. Трагічна реальність середньовічного життя та відчуття духу часу представлені художником як зловісний фантастичний світ, в якому люди виявляються безсилими перед обличчям жадібності, жорстокості, людського божевілля та смерті

Вели́кий го́лод 1315—1317 (іноді приводиться проміжок 1315—1322) — перше у низці великомасштабних лих, що спіткали Європу на початку XIV століття. Великий голод спричинив мільйони смертей і став кінцем попереднього періоду росту й процвітання XI—XIII століть.
Усе розпочалося з поганих погодних умов на весні 1315 року. Неврожай тривав до літа 1317 року, але нестача їжі відчувалася до 1322 року. Великий голод був періодом надзвичайного росту злочинності, поширення хвороб, масових смертей і дітовбивства. Він мав серйозні наслідки для Церкви, держав, європейського суспільства й майбутніх лих чотирнадцятого століття.
Великий голод охопив усю Північну Європу — Британію, Францію, Скандинавію, Нідерланди, Німеччину і Польщу. Європу на південь від Альп та Піренеїв голод не зачепив.
За оцінками померло від 10 до 25% міського населення. Хоча Чорна смерть принесла більше смертей, але в цих втратах був також внесок Великого голоду, коли на знесилене населення напало нове лихо.